# Product of Our Imagination
A Product of Our Imagination a magyar Blind Myself együttes második nagylemeze. Az album 2002-ben jelent meg a 1G Records gondozásában. Az előző lemezhez hasonlóan a HSB Stúdióban dolgoztak Hidasi Barnabás irányításával. Az album az együttes Amerikában, New York Cityben töltött előző két évének zenei lenyomata, egy súlyos, zajos noisecore anyag. A lemezen az amerikai Gerry White (ex-Murphy's Law) dobol. Ezen az album játszott utoljára a zenekaralapító Molnár Gábor gitáros/énekes.

## Az album dalai
1. Point of No Return
2. Understanding of Love
3. New York City
4. Ravens
5. Lions of God
6. Lava
7. Sundown
8. Luna
9. Shine
10. Spirit of Dead
11. Heart
12. Allyson

## Közreműködők
- Tóth Gergely – ének
- Molnár Gábor – gitár, ének
- Kolozsi Péter – basszusgitár, ének
- Gerry White – dobok
- Dobai Dénes – samplerek